# Putsch de Múnic

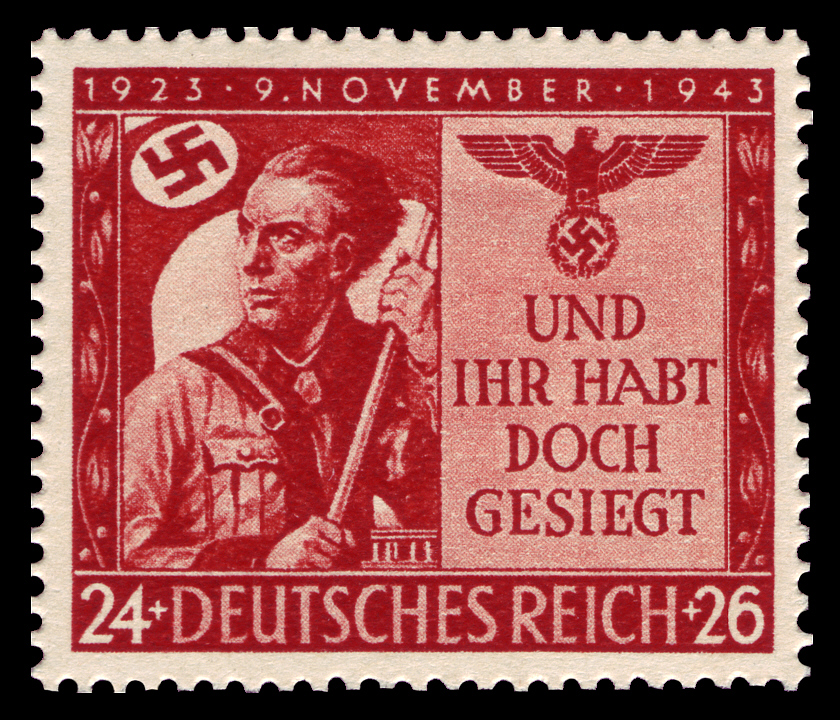
Segell del Tercer Reich commemmorant el vintè aniversari del Putsch de Múnic.

El Putsch de Múnic, Putsch de Hitler o Putsch de la Cerveseria, conegut en alemany com el Hitlerputsch o Hitler-Ludendorff-Putsch, va ser un intent fallit de cop d'estat que es va produir entre el 8 i el 9 de novembre de 1923, quan el líder del NSDAP, Adolf Hitler, el militar Erich Ludendorff i altres militants nazis van tractar sense èxit de prendre el poder a Múnic (Baviera) i a Alemanya. En el cop d'estat van resultar morts alguns policies i membres de l’NSDAP, i altres van ser detinguts, entre ells Hitler. El Partit Nacionalsocialista Alemany dels Treballadors (NSDAP) va ser prohibit fins 1925.

## Preludi
Un costum típic de les ciutats alemanyes del sud era celebrar mítings polítics i crítiques als governs a les cerveseries, on centenars de persones es reunien. Una de les cerveseries més grans de Múnic era la Bürgerbräukeller, on es reunien els primers grups del naixent Partit Nazi a principis de la dècada dels vint. Hitler havia pres el lideratge del partit des de 1921, partit que rebutjava les condicions del Tractat de Versalles (1919) que havia donat fi a la Primera Guerra Mundial i posaven a Alemanya en una posició summament compromesa econòmicament, amb fortes sancions frontereres i militars. El setembre del 1923, Hitler anuncia la celebració de 14 reunions amb dirigents de dreta. El primer ministre bavarès Eugen Ritter von Knilling havia declarat l'estat d'emergència enfrontant-se al govern de Berlín, i va nomenar a Gustav von Kahr com a Comissari bavarès, situant el General Otto von Lossow al capdavant de la Reichswehr.
Les intencions de Hitler van estar influenciades per la Marxa sobre Roma encapçalada per Benito Mussolini el 1922, el fort creixement del partit nazi, amb més de 50.000 membres el 1923, el col·lapse econòmic de la República de Weimar i la consegüent amenaça de descomposició arran d’un estat de violència generalitzada constituïen el context que afavoria la temptativa de presa del poder a través d’un cop d'estat. Hitler va planejar utilitzar Múnic com a base de la seva lluita contra el govern de la República de Weimar i declarar una República bavaresa per avançar sobre Berlín.

## El Putsch
La tarda del 8 de novembre de 1923, Hitler, juntament amb un contingent de les SA, va arribar a la Bürgerbräukeller on el governador de Baviera, Gustav von Kahr, havia de pronunciar un discurs. Prop de 600 homes de les SA van bloquejar les sortides. Hitler, envoltat de partidaris com Hermann Göring, Alfred Rosenberg i Rudolf Hess, va entrar per la porta davantera a les 20:30 hores, va disparar un tret al sostre i va saltar sobre una cadira cridant: "la revolució nacional ha esclatat!". Immediatament es va declarar un govern provisional. Les casernes de la Reichswehr i els de la policia van ser ocupats per partidaris dretans. Hitler i alguns copartidaris van prendre com a ostatges al Comissari de Baviera, Gustav von Kahr, i als seus dos homes més importants, von Lossow i von Seisser. A l'alba del 9 de novembre, les forces d'Ernst Röhm -entre les quals es trobava un jove Heinrich Himmler- seguint ordres de Hitler van ocupar el Ministeri de Defensa bavarès i es van enfrontar a les forces governamentals, sofrint dues baixes. Mentrestant, els tres homes del govern retinguts en la Bürgerbräukeller van ser alliberats sota paraula de compromís amb la "revolució" per un ingenu Erich Ludendorff. Els tres governants, immediatament després de ser alliberats, van donar ordres a la policia d'acabar amb la revolta i es van mostrar ferms en els seus càrrecs.

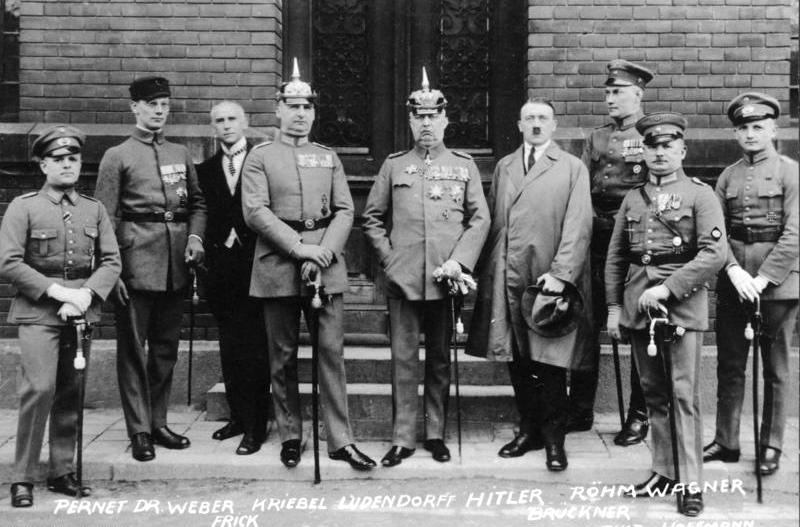
Adolf Hitler amb altres acusats durant el seu judici pel Putsch de Múnic.

Davant aquesta situació, Hitler decideix marxar sobre Múnic amb el mariscal Ludendorff al capdavant, acompanyats per Scheubner-Richter, Göring, Kriebel, Weber, Ulrich Graf i Wilhelm Brückner. Hitler creia que la policia no dispararia sobre aquests veterans de la Primera Guerra Mundial, i que s'unirien al putsch. Uns 2.500 homes van marxar directament cap a la Marienplatz, la plaça on es troba l'ajuntament de Múnic, i allí van topar amb una important massa de gent que havia sortit al carrer assabentada dels fets. Després d'uns minuts de desconcert enmig de l'aglomeració, Ludendorff va decidir que es continués marxant cap al Ministeri de Defensa per així trobar-se amb els homes de Röhm, de manera que calia travessar la Odeonsplatz. Al llarg del camí s'anaven unint més persones donant suport a Hitler i el seu putsch. Però en arribar a l'entrada de la Odeonplatz, just a l'altura del Feldherrnhalle (monument als generals alemanys), es van trobar amb un contingent de policia que els bloquejava el pas. Ambdós grups armats van quedar cara a cara durant uns segons, fins que un tret fortuït va començar un important tiroteig. Hitler i Göring van resultar ferits, i Scheubner-Richter, mort. Hitler va escapar a casa d'un amic, Putzi Hanfstaengl, amagat al seu àtic fins que a la tercera nit la policia l'arrestà. Va ser conduït a la presó de Landsberg, on va saber que seria jutjat per alta traïció.

## Conseqüències

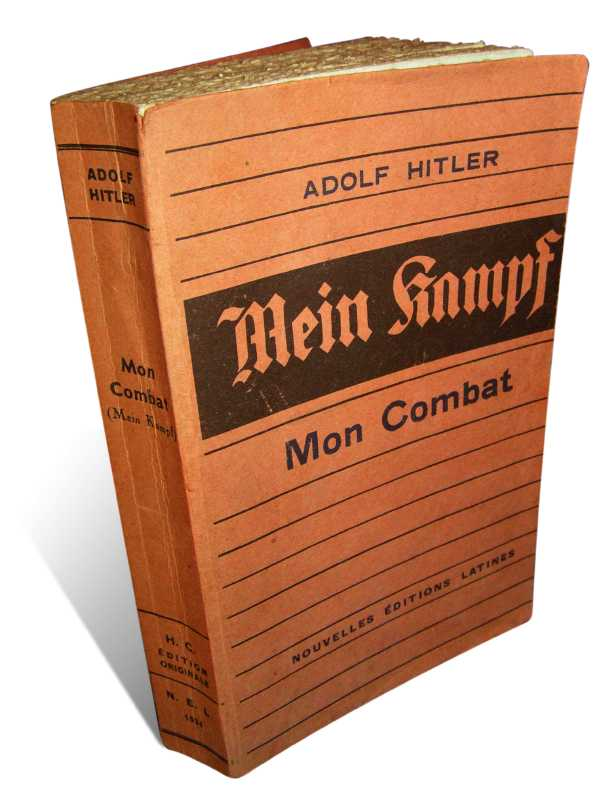
El llibre Mein Kampf.

Hitler i alguns altres conspiradors van ser arrestats per càrrecs de traïció, mentre que uns altres van escapar a Àustria. Les prefectures del partit nazi van ser tancades, i el seu diari, el Völkischer Beobachter, va ser prohibit. El judici se celebrà durant els mesos de febrer i març de 1924. La presó on Hitler va ser reclòs va permetre que el pres rebés a visitants gairebé diàriament durant moltes hores. No va arribar a complir l'any d'empresonament, i durant aquest temps va escriure el Mein Kampf.
Ludendorf va ser absolt. Röhm i el Dr. Wilhelm Frick van ser alliberats a pesar de ser declarats culpables. Göring, que havia aconseguit fugir, es va fer adicte a la morfina i d'altres drogues a conseqüència de la ferida de bala que va sofrir en una cama i al fort tractament que va rebre. Però una de les conseqüències motivades pel fracàs del cop va ser el canvi d'estratègia que va motivar, al percebre Hitler la impossibilitat de conquerir el poder per la via insurreccional en aquell moment. A partir d'aquest instant, intentarà crear un partit de masses per arribar al poder de manera constitucional, pervertint en certa manera el caràcter anti-sistema i de reacció a la política liberal clàssica que el moviment nazi havia tingut en el seu origen. Aquest pragmatisme és comú als moviments feixistes triomfants del període d'entreguerres, ja que Mussolini també va reconvertir els inicials Fasci di combattimento en el Partit Nacional Feixista el 1921, poc abans del seu accés al poder.
El Putsch de Munic no només va tenir un impacte intern a Alemanya, sinó que també va captar l'atenció de la comunitat internacional. Tot i que inicialment va semblar un fracàs, la ressonància del Putsch va transcendir les fronteres alemanyes, aixecant preocupacions i alertes en altres països europeus, els mandataris dels quals van començar a ser conscients de l'amenaça que suposava el moviment nacionalsocialista alemany. El cop d'estat frustrat va posar de manifest les intencions bel·licoses de Hitler i els seus seguidors, i va generar preocupació sobre la possibilitat d'un retorn a la inestabilitat política i militar a Europa.
A més, el Putsch de Munic va contribuir a donar una dimensió internacional al moviment nazi, atraient l'atenció de simpatitzants i crítics arreu del món. Els mitjans de comunicació van cobrir el judici de Hitler, fet que va ajudar a donar a conèixer les seves idees i objectius a una audiència global. En aquest sentit, els nazis van aprofitar-ho per a dur a terme una campanya de propaganda a nivell internacional, dissenyada per difondre la seva ideologia i guanyar suport entre les comunitats alemanyes a l'estranger i altres grups afins. Aquesta estratègia va ser particularment efectiva en països com els Estats Units i el Regne Unit, on grups d'extrema dreta van abraçar les idees nacionalsocialistes i van buscar establir aliances amb el Partit Nazi.
| El ‘putsch’ de Munic: Hitler anuncia una nova Alemanya |
| El periodista internacionalment reconegut Eugeni Xammar a Seixanta anys d’anar pel món escriu un testimoni històric excepcional de l’agitada vida política de qui va viure ben a la vora els conflictes més decisius del segle passat, entre els quals s'hi pot comptar aquest cop d'estat. El 8 de novembre de 1923 ja feia temps que Xammar havia arribat a la nació alemanya, s’hi havia casat, hi havia trobat feina i hi havia retrobat un gran amic, Josep Pla i Casadevall, per tant en coneixia la llengua i el país. En aquest context, Xammar relata el ‘putsch’ de la cerveseria i l’intent de cop d’estat en dos dies. En el primer dia, el 8 de novembre de 1923, explicà que hi passà a la cerveseria de Munic: «Aquell vespre, mentre Josep Pla i jo ens fèiem passar la set a la Franziskaner Bräu, en un altre celler de Munic –el de la Hofbräu, si no vaig errat– passaven coses grosses. Efímeres, però grosses. Exactament, un cop d’Estat organitzat per una munió bigarrada de grups i grupets de dreta, públics i clandestins, al davant de la qual s’havien posat tres grans personatges: el general Ludendorff, primer lloctinent del mariscal Von Hindenburg durant la guerra, el cap del govern bavarès, Von Kahr, i la jove estrella del patriotisme germànic delirant, Adolf Hitler. En ficar-nos al llit Josep Pla i jo, aquella nit del 9 de novembre era més aviat freda, ni ell ni jo no sospitàvem que fos històrica. Ho fou, segons llegírem als diaris de l’endemà, d’una manera espectacular. La gran sala de la Hofbräu era plena de gom a gom. Plena de gent que més o menys sospitava la possibilitat que passés quelcom d’extraordinari mentre una orquestra d’instruments de vent no parava de tocar aires populars bavaresos. Un grup de ‘conjurats’, amb Lundendorff, Von Kahr i Hitler al davant, va envair sobtadament la sala i entremig d’un gran aldarull Adolf Hitler va imposar silenci engegant un tret de revòlver contra el sostre. A la plataforma dels músics, prèviament foragitats a empentes, s’hi va instal·lar la plana major dels conjurats i Adolf Hitler va prendre tot seguit la paraula per anunciar al públic que en aquell precís moment moria una Alemanya i en naixia una altra. L’Alemanya que moria era la de la derrota militar i la República de Weimar i, amb ella, naturalment, moria també el Tractat de Versalles. S’acabava un règim fundat sobre la traïció i naixia un nou Estat nacional disposat a treure’s del damunt el jou de l’estranger i a preparar la revenja. Capitost del nou estat i canceller del Reich seria el general Lundendorff. Responsable del manteniment de l’ordre públic a tot Alemanya seria el president Von Kahr, cap del Govern bavarès. Ell, Adolf Hitler, era un senzill soldat disciplinat, disposat a complir ordres i acceptar qualsevol feina, qualsevol càrrec, àdhuc els més humils. Disposat a sacrificar-ho tot per tal de salvar Alemanya. […] Un públic de patriotes delirants, enfervorit per la cervesa, picava de mans i de peus, cridava, bramava, treia foc pels queixals. Fet el silenci amb un altre tret de revòlver engegat contra el sostre, Adolf Hitler va anunciar al públic que la proclamació oficial del nou règim es faria l’endemà al matí i que amb tal motiu arrencaria de la Maximilianplatz, a migdia, una solemne i grandiosa manifestació popular.» |

| L'endemà el ‘putsch’ fracassa |
| Eugeni Xammar explica l’endemà dels discursos abrandats a la taverna de Munic: la manifestació és reprimida, però pel periodista té una transcendència enorme, tant per a Alemanya com per a tot el món: «L’endemà –un dissabte– a migdia una gran gentada envaïa la Maximilianplatz i els carrers veïns. El general Ludendorff i Adolf Hitler havien estat puntuals. Von Kahr, però, es feia esperar i no acabava d’arribar mai. Quina explicació tenia la seva absència? Una de molt senzilla. El president del Govern bavarès havia dedicat la nit a reflexionar i arribà a la conclusió que l’havien ficat en una aventura sense solta ni volta, en una empresa condemnada a fracassar sense remei. I si l’empresa havia de fracassar tant se valia que l’autor del fracàs fos el mateix Von Kahr en col·laboració amb el general Von Lossow. Sense tenir ni la més lleugera sospita del que anava a succeir, la manifestació dels conjurats, presidida per Ludendorff i Adolf Hitler (sense Von Kahr) es va posar en marxa i mig quilòmetre més enllà trobà el pas barrat pels soldats d’un Batalló d’Infanteria amb els fusells encarats i el genoll a terra. Per a descarregar el seu fusell els soldats de Von Lossow no es feren pregar i un parell de dotzenes de manifestants van deixar la vida al mig del carrer, mentre Ludendorff i Hitler salvaven la llur tirant-se a terra amb exemplar heroisme. Un cop aixecats, els capdavanters de la manifestació, gairebé tots ells del partit de Hitler i col·laboradors personals seus, foren agafats i empresonats. Condemnats per un tribunal militar, Hitler i un escamot dels seus lloctinents foren portats a la fortalesa de Lansberg, per a passar-hi el temps de llurs condemnes. A la fortalesa de Lansberg Hitler va dictar al seu secretari i amic molt íntim, Rudolf Hess, mecanògraf de professió, el seu llibre ‘Mein Kampf’ (‘El meu combat’), exposició i defensa de la doctrina racista, farcell de llocs comuns sobre la història, la política i l’economia, breviari de l’antisemitisme militant, que durant vint anys esdevingué, successivament, el catecisme del moviment nacional-socialista, la doctrina oficial del govern alemany i el llibre de capçalera d’una part del poble alemany, d’una part només, si bé, per desgràcia, massa grossa. Fracassat estrepitosament el que en podríem dir ‘cop d’estat de la cervesa’, el triumvirat dels seus organitzadors es va dissoldre com una bombolla de sabó. De Ludendorff ningú no en va a tornar a parlar seriosament abans de la seva mort. De Hitler tothom sap que se’n va a tornar a parlar molt i durant molt de temps. Von Kahr va desaparèixer ben aviat de la vida pública i no havia de morir, assassinat, fins al cap de deu anys llargs. El seu cadàver fou trobat a la vorera d’un bosc dels afores de Munic quan Hitler feia tres setmanes que governava a Berlín.» |

## Màrtirs nacionalsocialistes

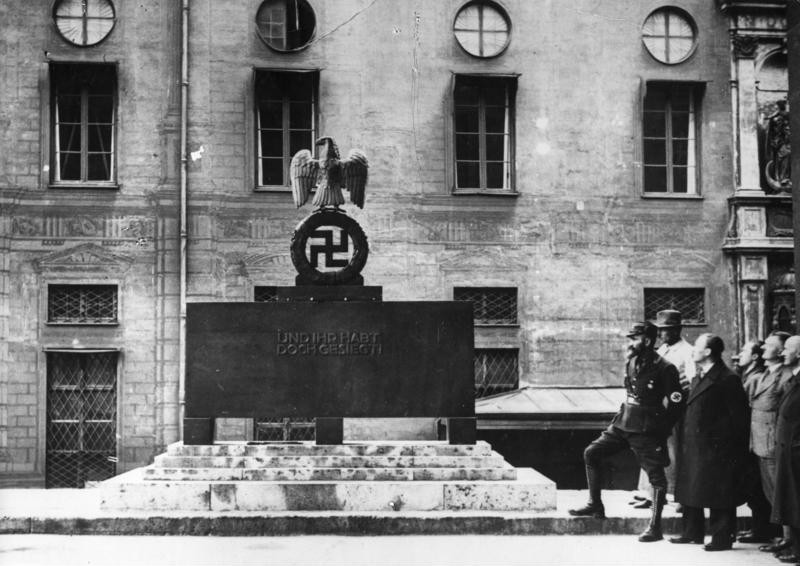
Mausoleu del 1933 amb la frase: Und Ihr habt doch gesiegt!

Els 14 militants nazis morts per la policia al Feldherrnhalle i els dos membres de la lliga paramilitar nacionalista Reichskriegerflagge morts davant del Ministeri de Defensa de Baviera van ser considerats màrtirs i herois del moviment nacionalsocialista. A partir de 1933 les seves restes van ser traslladades al Panteó dels Herois de l'Odeonplatz, convertint-se el 9 de novembre en una de les commemoracions mítiques del Tercer Reich. La frase Und Ihr habt doch gesiegt! (Tot i així, guanyàreu!) es va fer d'ús obligatori en la mitologia nazi de l'heroisme.
Llista dels nazis morts durant els fets:
- Felix Allfarth
- Andreas Bauriedl
- Theodor Casella
- Wilhelm Ehrlich
- Martin Faust
- Anton Hechenberger
- Oskar Körner
- Karl Kuhn
- Karl Laforce
- Kurt Neubauer
- Klaus von Papi
- Theodor von Der Pforten
- Scheubner-Richter
- Rickmers
- Lorenz Ritter von Stransky
- Wilhelm Wolf

Quatre policies van morir també en el tiroteig:
- Friedrich Fink
- Nikolaus Hollweg
- Max Schobert
- Rudolf Schraut